# الإمارات في الألعاب البارالمبية الصيفية 2000
شاركت الإمارات العربية المتحدة في الألعاب البارالمبية الصيفية لعام 2000 في سيدني، أستراليا. حصد 14 متسابقاً من دولة الإمارات العربية المتحدة 4 ميداليات منها 3 فضية وواحدة برونزية، ليحتلوا المركز 52 في جدول الميداليات إلى جانب جزر فارو.

## الحائزون على الميداليات
| ميدالية | اسم                   | رياضة       | حدث                  |
| ------- | --------------------- | ----------- | -------------------- |
| فضية    | أحمد سيف زعل أبو مهير | ألعاب القوى | 400 م رجال T36       |
| فضية    | نصيب عبيد سبيت عريدات | ألعاب القوى | 400 م رجال T52       |
| فضية    | حميد حسن مراد عيسى    | ألعاب القوى | رمي الرمح للرجال F52 |
| برونزية | أحمد سيف زعل أبو مهير | ألعاب القوى | 200 م رجال T36       |